# Cléder
Cléder (bretonisch Kleder) ist eine französische Gemeinde mit 3582 Einwohnern (Stand 1. Januar 2022) im Département Finistère in der Region Bretagne.

## Lage

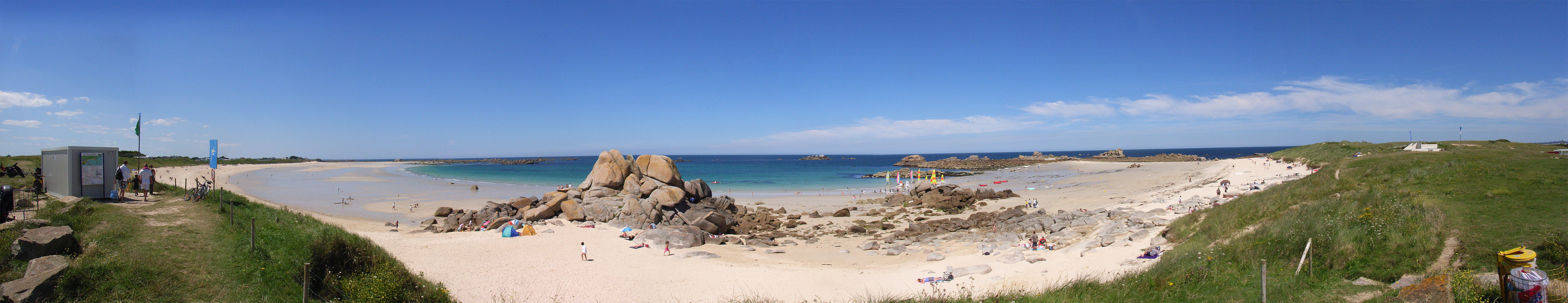
Der Strand Les Amiets bei Cléder

Der Urlaubs- und Badeort befindet sich im Norden der Bretagne an der Atlantikküste.
Morlaix liegt 22 Kilometer südöstlich, die Groß- und Hafenstadt Brest 42 Kilometer südwestlich und Paris etwa 470 Kilometer östlich (Angaben in Luftlinie).

## Geschichte
Im Zweiten Weltkrieg überfielen die deutschen Besatzer am 8. August 1944 die örtlichen Bauernfamilien, zündeten die Getreide- und Heuernte an, setzten die Häuser in Brand und sprengten mit einer Bombe das Haus Seité de Noguellou. Fünf Dorfbewohner nahmen sie als Geiseln mit. Diese fünf Männer wurden schwer misshandelt und danach auf einer Landstraße aufgestellt, wo sie mit Maschinengewehren erschossen wurden.

## Bevölkerungsentwicklung
| Jahr                       | 1962 | 1968 | 1975 | 1982 | 1990 | 1999 | 2005 | 2017 | 2020 |
| Einwohner                  | 4544 | 4275 | 3923 | 3928 | 3801 | 3641 | 3706 | 3779 | 3635 |
| Quellen: Cassini und INSEE |      |      |      |      |      |      |      |      |      |

## Sehenswürdigkeiten
Auf dem Gemeindegebiet liegen drei alte Adelssitze:
- Schloss Tronjoly aus dem 16. Jahrhundert
- Ruine des Schlosses Kergournadeac’h, das von seinen Besitzern gegen 1760 absichtlich zerstört wurde
- Schloss Kermenguy, fertiggestellt 1632

## Verkehr
Bei Landivisiau und Morlaix gibt es Abfahrten an der Europastraße 50 (Brest-Rennes) und Regionalbahnhöfe an der überwiegend parallel verlaufenden Bahnstrecke. Der Bahnhof von Brest ist Endpunkt des TGV Atlantique nach Paris.
Der Flughafen Aéroport de Brest Bretagne nahe Brest ist der nächste Regionalflughafen.